# Balbiano (Colturano)
Balbiano è un centro abitato d'Italia, frazione del comune di Colturano.
Al censimento del 21 ottobre 2001 contava 624 abitanti.

## Geografia fisica
Il centro abitato è sito a 89 metri sul livello del mare.

## Società

### Religione
Il centro abitato di Balbiano è sede di una parrocchia recentemente passata alla diocesi di Lodi dedicata a San Giacomo Maggiore.